# Flughafen Guanaja

i8
i11
i13
Der Flughafen Guanaja (spanisch Aeropuerto de Guanaja, IATA-Code: GJA, ICAO-Code: MHNJ) ist ein Verkehrsflughafen auf der honduranischen Insel Guanaja, die zum Departamento Islas de la Bahía gehört.
Die Insel befindet sich in der Karibik, ungefähr 70 km (37,8 NM) nördlich der Küste des honduranischen Festlands und 12 km (6,48 NM) entfernt von der Nachbarinsel Roatán.

## Infrastruktur
Der Flughafen liegt auf einer Höhe von 15 m. ü. NN. und hat eine Start- und Landebahn (12/30) mit einer Asphaltoberfläche und den Maßen 1220 m × 18 m.
Das Drehfunkfeuer Roatan (ROA) befindet sich 67,2 km (36,29 NM) westsüdwestlich des Flughafens. Das ungerichtete Funkfeuer (non-directional beacon) Punte Castilla (CTL) liegt 49,3 km (26,62 NM) südlich von Guanaja.

## Fluggesellschaften und Ziele
Von Guanaja aus werden die beiden ebenfalls in Honduras liegenden Flughäfen La Ceiba und Roatán angeflogen.